# NGC 6895
NGC 6895 је група звезда у сазвежђу Лабуд која се налази на NGC листи објеката дубоког неба.
Деклинација објекта је + 50° 14' 24" а ректасцензија 20h 16m 32,0s. Привидна величина (магнитуда) објекта NGC 6895 износи 12,3.